# قیزلار قلعه‌سی
قلعه قیزلار قلعه‌سی مربوط به هزاره ۱- دوران‌های تاریخی پيش و پس از اسلام است و در شهرستان مراغه، بخش مرکزی، روستای قره ناز واقع شده و این اثر در تاریخ ۲۳ شهریور ۱۳۸۲ با شمارهٔ ثبت ۱۰۲۰۵ به‌عنوان یکی از آثار ملی ایران به ثبت رسیده است.قیزلار قلعه در بخش مرکزی شهرستان مراغه، بر سطح کوه صخره‌ای نسبتاً مرتفع که در حاشیۀ رودخانه موردو چای (رودخانه مردق) قرار گرفته است. فاصله قلعه تا مراغه ۲۰ کیلومتر و تا روستای لیلی‌داغ 5/1 کیلومتر است. راه دسترسی به قلعه از طریق جادۀ شوسه روستای تازه‌کند قَره‌ناز به روستای لیلی‌داغی است. این محوطه در مختصات جغرافیایی طول ۴۶٫۲۵۳۹۷۰۱ و عرض ۳۷٫۲۶۵۶۲۴۹۲ و ارتفاع حدود ۱۷۰۰ سانتی‌متری از سطح دریا قرار دارد. 
قلعه بر بالای کوه صخره‌ای نسبتاً مرتفع قرار گرفته که از سه جهت دارای شیب نسبتاً تند و صخره‌ای است. این قلعه از نوع قلعه‌های کوهستانی بوده که وسعت قلعه تابعی از وضع طبیعی کوه بوده و هیچ‌گونه طرح معین و یکنواختی در آن‌ها مشاهده نمی‌شود. بنابراین ساختار قیزلارقلعه‌سی تابع توپوگرافی کوه بوده و استحکامات دفاعی متناسب با محوطه ایجاد شده است. کوه از سه جبهه به دره منتهی می‌شود با وجود این، ساکنان قلعه برای استحکام بیشتر و دفاع بهتر از قلعه، حصار سنگی دور تا دور قلعه ایجاد کرده‌اند. حصار شکل نامنظم دارد و به تبعیت از شکل طبیعی کوه ایجاد شده است. مصالح اصلی حصار لاشه‌سنگ از جنس بستر صخره‌ای محوطه است که در دو نوع خشکه‌چین و لاشه‌سنگ با ملاط آهک دیده می‌شود. استفاده از شیوه‌های گفته شده، در بخش‌های مختلف قلعه متفاوت است و ویژگی‌های طبیعی محوطه و میزان نفوذپذیری به داخل قلعه بستگی دارد. چنانچه در جبهه غربی به‌دلیل شیب ملایم پشته، حصار از ملاط آهک ایجاد شده و سه جبهه دیگر که کوه شیب بسیار تندی دارد حصار به‌صورت خشکه‌چین ساخته شده است.
دیوار سنگ‌چین جبهه شمالی به‌صورت خشکه‌چین با سنگ‌های بزرگ در اندازه‌های مختلف که ابعاد برخی از سنگ‌ها 40×60×90 یا 40×50×70 سانتی‌متر است. سنگ‌ها بیشتر با فرم مکعبی بوده و تراش جزیی در آن محسوس است. در این روش سنگ‌ها همان‌طور که از معدن استخراج می‌شده‌اند، در ساخت و احداث بناها مورد استفاده قرار گرفته‌اند. در قالب یک نتیجه‌گیری کلی توسط باستان شناسي با نام سعيد ستارنژاد و حسين عليزاده انجام شده است؛ می‌توان دوره شکل‌گیری محوطۀ قیزلارقالاسی را از عصر آهن II و III دانست که در این دوره استحکامات خشکه‌چین دفاعی و معماری صخره‌ای در سطح محوطه ایجاد شده است. این محوطه در دورۀ اشکانی با عنوان یک محوطه سکونتگاهی – استحفاظی مجدد مورد استفاده قرار گرفته و برخی تعاملات فرهنگی منطقه‌ای و فرامنطقه‌ای را به‌خود دیده است 

## آبشار قره ناز (قزلار قلعه سی)
این آبشار که جزئی از طبیعت کمتر شناخته شده مراغه است در یک کیلومتری روستای قره ناز از توابع مراغه واقع شده است. این منطقه زیبا دارای سه آبشار است که بلندترین آن حدود ۸ متر و کوچکترین آن به حدود ۲متر می‌رسد که در میان صخره‌های سنگی ایجاد شده است. راه این منطقه خاکی و نسبتاً هموار و ماشین رو است و دقیقاً پشت غار قزلار قلعه سی در دشت عظیمی واقع شده‌است. در نزدیکی این آبشار چشمه‌ای وجود دارد که آب بسیار گوارایی دارد.